# Ibănești-Pădure
Ibănești-Pădure – wieś w Rumunii, w okręgu Marusza, w gminie Ibănești. W 2011 roku liczyła 186 mieszkańców.